# Corrado Mazzari
Corrado Mazzari (Genova, 20 gennaio 1922 – Genova, 8 settembre 2006) è stato un pittore italiano.
Compiuti gli studi all'Accademia Ligustica di Belle Arti di Genova, è riconosciuto come uno dei principali pittori veristi genovesi del secondo novecento e importante pittore liturgista. Cesare Ghiglione di lui scrisse "Corrado Mazzari è una giovane recluta meritevole d'attenta considerazione perché nell'oggettività della sua pittura di natura morta promette un'abilità esecutiva che come in Armonie allo specchio si accosta al trompe l'oeil di Sciltian e di similari tendenze ma con più singolare personalità nella larghezza di tecnica pittorica e compositiva".
Sin dai primi anni di attività, la sua ricerca artistica si sofferma sulla reinterpretazione della pittura classica secondo una personale visione del vero, raffigurato attraverso ritratti di persone, nature morte e rappresentazioni liturgiche. Sposato con Vera Balducci, dalla quale ha due figli, Marina e Luca, realizza i suoi lavori presso il suo studio-bottega vicino all'abitazione genovese, ma frequentemente anche in ampi spazi certo più adatti alle opere di grandi dimensioni che di volta in volta realizza, come le sale del Seminario di Genova o le camere dell'Albergo Brignole Sale.
Proprio questa sua vocazione per la rappresentazione Sacra, lo porta a raffigurare Virginia Centurione Bracelli, religiosa italiana nata a Genova nel 1587. Il grande arazzo, raffigurante la religiosa che benedice la seicentesca città di Genova, viene esposto in occasione della sua Beatificazione, avvenuta a Genova il 22 settembre 1985, con Rito Religioso celebrato dal Santo Padre Giovanni Paolo II Karol Wojtyła.
Alla fine degli anni settanta, conosce il pittore Pietro Annigoni, con il quale si confronta sugli strumenti e le tecniche della pittura, fino a condividere, con il pittore milanese, le alchimie per realizzare i colori all'uovo dei maestri rinascimentali, da utilizzare nei grandi quadri liturgici, nelle nature morte, nei ritratti di famiglie genovesi e di alte personalità della Curia come il Cardinale Siri di Genova.
Scrive di lui, nel 2006 Edoardo Guglielmino "La scomparsa di un pittore che amiamo chiamare "Maestro", quale è stato Corrado Mazzari, ha lasciato in una cornice un po' intimistica, come talvolta accade a questa distratta città, un profondo e sentito cordoglio.
La pittura di Mazzari esalta il risvolto fiabesco del verismo, e l'attenzione alle sfumature del colore non è aggiuntiva, ma si fonde in una interpretazione della realtà con la poesia, tinta, specialmente nei ritratti di Madonne, da una visione magistrale. 
(e.g)
cfr. 
Dizionario degli artisti liguri, p. 193, Germano Beringheli, De Ferrari Editore, Genova 1991 
Dizionario degli artisti liguri, appendice 1994, p. 97-98, Germano Beringheli, De Ferrari Editore, Genova 
Dizionario Bolaffi, Volume I, p. 224, 
Arte Italiana Contemporanea, Ed. La Ginestra, Firenze, Vol. 10, p. 826.